# Odontura (schimmel)
Odontura is een monotypisch geslacht van korstmossen dat behoort tot de familie Odontotremataceae van de ascomyceten. De typesoort is Odontura rhaphidospora.